# Vasja Rupnik
Vasja Rupnik (* 6. Juni 1977 in Ljubljana) ist ein ehemaliger slowenischer Biathlet und vormaliger Skilangläufer. Er startete bei fünf Weltmeisterschaften in beiden Sportarten.

## Leben
Vasja Rupnik lebt in Logatec. Er startet für TSK Valkarton Logatec.

### Skilangläufer
Er begann seine Karriere als Skilangläufer. 1995 startete er bei den Junioren-Weltmeisterschaften in Gällivare und erreichte als bestes Ergebnis Platz 23 im 30-Kilometer-Rennen. Im Dezember des Jahres gab er sein Debüt im Seniorenbereich im Rahmen eines FIS-Rennens auf der Tauplitzalm. 1996 trat er erneut bei einer Junioren-WM an und erreichte in Asiago als bestes Ergebnis Platz 13 über 10 Kilometer. Ein Jahr später startete er in Canmore bei seiner letzten Junioren-WM und erreichte als 15. über 30 Kilometer sein bestes Resultat. Zu Beginn der Saison 2007/08 debütierte Rupnik in Beitostølen im Skilanglauf-Weltcup und belegte über 10 Kilometer den 106. Platz. Bis zu seiner ersten Teilnahme an einer Nordischen Skiweltmeisterschaft 2001 in Lahti konnte er sich nie in den Punkterängen des Weltcups platzieren. Bestes Ergebnis war bis dahin Platz 10 in einem 15-Kilometer-Rennen in Candanchú im Rahmen des Continental-Cups. Über diese Strecke startete er auch in Finnland und erreichte den 55. Rang. Zwei Jahre später bei den Nordischen Skiweltmeisterschaften 2003 im Val di Fiemme wurde Rupnik in drei Rennen eingesetzt. Im Verfolgungsrennen kam er auf den für ihn sehr guten 33. Platz, über 15 Kilometer wurde er 51. und über 30 Kilometer 50. Rupniks beste Saison im Langlauf war 2003/04. Er schaffte nicht nur im Teamsprint mit Matej Soklič als 23. sein bestes Weltcupergebnis, er erreichte mit fünften Plätzen im 15-Kilometer-Continental-Cup-Rennen in Toblach und beim FIS-Rennen über dieselbe Distanz in Bad Gastein seine besten Einzelergebnisse. Dennoch entschloss er sich wegen anhaltender Erfolglosigkeit im Langlauf zum Biathlon zu wechseln.

### Biathlet
Im slowenischen Biathlonkader rückte Rupnik sofort ins Nationalteam auf. Noch im selben Jahr gab er in Obertilliach als 57. in einem Einzel sein Debüt im Biathlon-Europacup. In seinem zweiten Rennen, einem Sprint an selber Stelle, konnte er schon 18. werden. Noch in derselben Saison startete der Slowene in Ruhpolding erstmals im Biathlon-Weltcup und wurde 77. im Sprint. In Hochfilzen trat er kurz darauf auch gleich das erste Mal bei Biathlon-Weltmeisterschaften an, erreichte jedoch nur Rang 94 im Sprint. Zur nächsten Saison startete Rupnik recht gut und wurde in Obertilliach im Europacup-Sprint Vierter. In der Saison wurde er meist im Europacup eingesetzt und startete nur selten im Weltcup. Saisonhöhepunkt wurde die Europameisterschaft in Langdorf, wo Rupnik als bestes Resultat jedoch nur Platz 33 im Sprint erreichte. Bei der Weltmeisterschaft 2006 im Sommerbiathlon in Ufa wurde Platz elf in der Verfolgung bestes Resultat. Die Saison 2006/07 wurde Rupniks bisher beste im Biathlonsport. Er wurde in Bansko hinter Roland Zwahlen Zweiter bei einem Europacup-Sprint und belegte bei den Biathlon-Weltmeisterschaften 2007 in Antholz Platz 45 im Sprint und 51 in der Verfolgung. Es sind gleichzeitig Rupniks bislang beste Weltcup-Ergebnisse. Bei den Biathlon-Weltmeisterschaften 2008 in Östersund konnte er diese Ergebnisse mit Platz 59 im Einzel, 70 im Sprint und 19 mit der Staffel nicht verbessern.
Weltcuppunkte im Biathlon gewann Vasja Rupnik erstmals beim Heim-Weltcup in Pokljuka in der Saison 2009/2010. Im Sprintrennen belegte er den 37. Platz. Vasja Rupnik nahm an den Olympischen Winterspielen 2010 teil. Sein bestes Resultat war der 49. Platz im Einzel. Mit der Staffel belegte er Rang 17. Er nahm an den Olympischen Winterspielen 2010 teil. Sein bestes Resultat war der 49. Platz im Einzel. Mit der Staffel belegte er Rang 17. Die Biathlon-Weltmeisterschaften 2011 in Chanty-Mansijsk brachten Rang 86 im Einzel, 57 im Sprint, 53 in der Verfolgung und Platz acht im Staffelrennen. In der Saison 2011/2012 lief Rupnik mit einem 15. Platz bei einem Sprint in Nové Město na Moravě auf sein bestes Weltcup-Resultat. Bei den Biathlon-Weltmeisterschaften 2012 in Ruhpolding war Rupnik im Sprint am Start und erreichte den 71. Platz.
Im Oktober 2012 erklärte Rupnik seinen Rücktritt, da er aufgrund einer langwierigen Viruserkrankung befürchtete, den Anschluss an das Team zu verpassen.

## Biathlon-Weltcup-Platzierungen
Die Tabelle zeigt alle Platzierungen (je nach Austragungsjahr einschließlich Olympische Spiele und Weltmeisterschaften).
- 1.–3. Platz: Anzahl der Podiumsplatzierungen
- Top 10: Anzahl der Platzierungen unter den ersten zehn (einschließlich Podium)
- Punkteränge: Anzahl der Platzierungen innerhalb der Punkteränge (einschließlich Podium und Top 10)
- Starts: Anzahl gelaufener Rennen in der jeweiligen Disziplin

| Platzierung | Einzel | Sprint | Verfolgung | Massenstart | Staffel | Gesamt |
| ----------- | ------ | ------ | ---------- | ----------- | ------- | ------ |
| 1. Platz    |        |        |            |             |         |        |
| 2. Platz    |        |        |            |             |         |        |
| 3. Platz    |        |        |            |             |         |        |
| Top 10      |        |        |            |             | 6       | 6      |
| Punkteränge | 1      | 6      | 1          |             | 23      | 31     |
| Starts      | 13     | 46     | 10         |             | 23      | 92     |